# Presidentens order
Presidentens order är en bok av Tom Clancy från 1996. Den första svenska upplagan kom 1997 och trycktes då i en volym. Därefter har boken tryckts i nya upplagor 1998 och 1999, då i två volymer.

## Handling
Jack Ryan går med på att bli utnämnd till USA:s vicepresident efter att den gamla avgått. Efter utnämningen störtas medvetet ett flygplan in i Kapitolium av en japansk pilot, som förlorat sin son i konflikten mellan USA och Japan (se Hedersskuld), och dödar regeringen,  senaten, presidenten & hans fru. Ryan utnämns nu till USA:s president.
Han får inte en lugn stund. Landet måste återställas och samtidigt bildas en ny nation i världen. Iran och Irak bildar FIR (Förenade islamiska republiken) med det dolda målet att erövra hela arabiska halvön. De planerar även i det dolda att lamslå USA med att sprida ebola i hela landet. Det uppstår även en kris mellan Kina och Taiwan. Den före detta vicepresidenten hävdar att han är den äkta presidenten över USA för att han egentligen inte avgick som seden föreskrev.
När USA kommer på att det är FIR som sprider ebola i USA anfaller de med hela sin styrka som de lyckas uppbåda tillsammans med Kuwait och Saudiarabien, vilken till en början är mycket liten, eftersom Saudiarabien och Kuwait inte är särskilt militärt stora och USA är fortfarande utan hangarfartyg efter krisen med Japan och Indien (se Hedersskuld). Det enda hangarfartyg som är i närheten av persiska viken är borta för att kontrollera situationen mellan de båda kinesiska nationerna.
USA vinner kriget och med hjälp av Ryssland lyckas John Clark och Domingo Chavez ta sig in i Teheran och leda två missiler till att spränga Ayatolla Daryaeis (ledaren för FIR. Planeraren av att sprida Ebola) hus och döda honom.
Ryan fastslås som USA:s president och ställer upp för återval.